# Artas Foundation
Die Artas Foundation ist eine Schweizer Stiftung für Kunst in Konfliktregionen mit Sitz in Zürich. Finanziert aus privaten Spendengeldern wurde sie 2011 gegründet. Die Artas Foundation initiiert eigene Kunstprojekte und begleitet sie in der Umsetzung. Zudem baut sie ein Kompetenzzentrum für die Erforschung und Diskussion von Kunst im Kontext von Konfliktvermittlung, Friedensförderung und internationaler Zusammenarbeit auf. Gemeinsam mit der Zürcher Hochschule der Künste (ZHdK) organisiert sie das Postgraduierten-Studienprogramm „Arts and International Cooperation“ (CAS).
Die Artas Foundation ist in der Schweiz als gemeinnützige Stiftung anerkannt und untersteht der Eidgenössischen Stiftungsaufsicht.

## Ziele
- In der Schweiz ein Kompetenzzentrum für Kunst im Kontext von Konfliktvermittlung und Friedensförderung aufzubauen.
- Nach Kriegen oder gewaltvollen Konflikten in Wiederaufbau- oder in Demokratisierungsprozessen vor Ort Kunstprojekte zu initiieren.
- Diplomatische Konfliktvermittlungsverfahren und friedensstiftende Mediationen unabhängiger staatlicher- oder überstaatliche Institutionen durch spezifische künstlerische Interventionen zu unterstützen.
- Forschung zu betreiben, um frühere künstlerische Arbeiten, die im Kontext von Konfliktvermittlung und Friedensförderung stattgefunden haben, zu analysieren und neue Kunstprojekte reflektierend zu begleiten.
- Einzelne künstlerische Initiativen im Zusammenhang mit Konfliktvermittlung und Friedensförderung zu vernetzen und internationalen Erfahrungsaustausch anzuregen

## Tätigkeit
Artas Foundation ist eine operative Stiftung, die sich aus Stiftungs- und Spendengeldern finanziert und ihre Projekte selbst initiiert (sie ist keine Vergabestiftung und bearbeitet keine nicht-eingeladenen Unterstützungsanträge). Die Stiftung ist dabei in drei Bereichen tätig:

### Kunst im Wiederaufbau
Artas Foundation initiiert und organisiert Kunstprojekte in Regionen, die von gewaltvollen Konflikten betroffen waren, z. B. Konzerte, Tanz- oder Theateraufführungen, Ausstellungen oder Filmtage in Städten, in Dörfern oder Flüchtlingslagern. Basierend auf detaillierten Recherchen erfolgen sie in enger Zusammenarbeit mit lokalen Kunstschaffenden und den friedensfördernden Organisationen, die in der Konfliktregion tätig sind. Sie geschehen mit Blick auf eine nachhaltige Ermächtigung von Kunstschaffenden vor Ort.
Traumabehandlung durch spezifische, medizinische Kunsttherapie, sowie das langfristige Betreiben von Kulturzentren zählen wir nicht zum Aufgabenbereich der Stiftung.

### Kunst in Mediationsprozessen
Artas Foundation erkundet Formen diplomatische Vermittlungsprozesse durch künstlerische Expertise zu begleiten und zu unterstützen. Im Rahmen von internationalen oder staatlichen friedenspolitischen Initiativen oder Mediationen koordiniert sie sich dabei mit den Vermittler bzw. Mediationsteams. Die Kunstbeiträge richten sich an die Verhandlungsdelegationen der Konfliktparteien, an wichtige Meinungsbildner oder auch an eine allgemeine Öffentlichkeit und sind auf die jeweilige Phase des Verhandlungsprozesses abgestimmt.

### Forschung und Vernetzung
Artas Foundation begleitet die von der Stiftung initiierten Projekte durch Reflexion und forscht und erstellt Studien über künstlerische Initiativen, die im Kontext von Konfliktvermittlung und Friedensförderung anderswo stattgefunden haben. Ziel ist es, vorhandene Erfahrungen zugänglich zu machen und interessierte Kreise miteinander in Verbindung zu bringen.